# Diapterobates izuensis
Diapterobates izuensis är en kvalsterart som beskrevs av Suzuki 1971. Diapterobates izuensis ingår i släktet Diapterobates och familjen Humerobatidae. Inga underarter finns listade i Catalogue of Life.